# Alberto Echagüe
Alberto Echagüe (* 8. März 1909 in Rosario; † 22. Februar 1987 in Buenos Aires; eigentlich Juan de Dios Osvaldo Rodríguez Bonfanti) war ein argentinischer Sänger und Liedtexter des Tango Argentino.

## Leben
Alberto Echagüe zog 1930 nach Buenos Aires und begann beim Rundfunk seine Karriere als Berufssänger. Ab 1932 war er Sänger beim Orquesta Típica von Juan D’Arienzo. Mit diesem Orchester spielte er zahlreiche Schallplatten ein. Später sang er auch bei den Tango-Orchestern von Rodolfo Biagi, Juan Polito und Juan Sánchez Gorio.
Alberto Echagüe schrieb die Texte zu den Tangos Gladiolo und La tango.